# アサイ (漫画家)
アサイ（1978年6月 - ）は、日本の漫画家。愛知県名古屋市出身・在住。

## 来歴
- 2007年8月2日 - Web漫画として、『みんなミュージカル!』（4コマ漫画版）を連載開始。
- 2008年9月29日 - 漫画専門SNS『マンガ読もっ!』内の『コミックハイ!』コミュニティにてWEB持込に合格[リンク切れ][リンク切れ]、その後単行本化と本誌での連載が決定。
- 2009年5月22日 - 双葉社『コミックハイ!』2009年6月号より、『みんなミュージカル!』（ストーリー漫画版）の連載を開始。
- 2011年5月21日 - 『コミックハイ!』2011年6月号より、『ニャン時ニャン分 編集にゃん!』の連載を開始。
- 2013年8月16日 - 白泉社『ヤングアニマルDensi』において、『俺はナニを間違えた?』を配信開始。
- 2015年4月17日 - 白泉社『ヤングアニマルDensi』において、『木根さんの1人でキネマ』を配信開始。

## 単行本一覧
- みんなミュージカル!（4コマ漫画版）（2009年5月12日、双葉社、単巻） ISBN 978-4-575-94229-3
- みんなミュージカル!（ストーリー漫画版）（双葉社、全3巻）
  1. 2010年3月12日、ISBN 978-4-575-83744-5
  2. 2010年9月11日、ISBN 978-4-575-83812-1
  3. 2011年3月12日、ISBN 978-4-575-83878-7
- ニャン時ニャン分 編集にゃん! （双葉社、全2巻）
  1. 2011年12月12日、ISBN 978-4-575-84001-8
  2. 2012年7月12日、ISBN 978-4-575-84098-8
- 俺はナニを間違えた? （2014年11月28日、白泉社、単巻） ISBN 978-4-592-14029-0
- 木根さんの1人でキネマ （白泉社、既刊11巻）

## 人物
- 映画好きで、洋画とくにアクション系を好んで視聴しており、本人のTwitterでも頻繁に内容について触れられている。作中のアクション描写はこれらの影響を受けたものも多い。
- 同じ名古屋在住で『コミックハイ!』に連載を持つ漫画家風華チルヲとは特に親交が篤く、同様に名古屋出身で『コミックハイ!』に連載を持つ逸架ぱずるとも親しい。